# گی دولئات
گی دولئات (فرانسوی: Guy Dolhats‎؛ زادهٔ ۱۴ اکتبر ۱۹۵۲) دوچرخه‌سوار اهل فرانسه است.